# Łazek (Pasmo Laskowskie)
Łazek (868 m), Łosek lub Lasek – najwyższy szczyt Pasma Laskowskiego, które w regionalizacji fizycznogeograficznej Polski według Jerzego Kondrackiego zaliczane jest do Beskidu Makowskiego, w nowszej regionalizacji z 2018 roku do Beskidu Żywiecko-Orawskiego.
Według Aleksego Siemionowa prawidłowa nazwa szczytu to Łosek, taką nazwę podawał bowiem już Andrzej Komoniecki w „Chronografii albo Dziejopisie Żywieckim i takiej nazwy używa miejscowa ludność. Na mapach austriackich i później polskich, pojawiła się błędna mapa Lasek, na niektórych mapach przywrócono nazwę Łosek, ale według Geoportalu bazującego na państwowym rejestrze nazw geograficznych szczyt ma nazwę Łazek. znajduje się w granicach wsi Przyborów w województwie śląskim, w powiecie żywieckim, w gminie Jeleśnia.
Łazek znajduje się w Paśmie Laskowskim między szczytami Wierch Gronia i Butorówka. Tworzy długi i porośnięty lasem grzbiet, którego stoki opadają ku dolinom: południowo-wschodnie – Koszarawy, zaś północno-zachodnie – Pewlicy. W północno-wschodnim natomiast kierunku stok Łoska stromo opada do przełęczy oddzielającej go od Prusaków Gronia (także Zapadliska, 790 m). Na stoku tym, w dużej części pokrytym łąkami, znajduje się osiedla Łosek, a na nim Studenckie Schronisko Turystyczne „Lasek””. Tuż pod wierzchołkiem Łoska, po wschodniej jego stronie znajduje się osiedle Mierniccy należące do miejscowości Pewel Wielka. Z pól tego osiedla widoczna jest Babia Góra. Panorama widokowa obejmuje szczyty od Jaworzyny (1047 m) po Lachów Groń. Widoki na Beskid Śląski tylko fragmentaryczne. Dawniej Łosek w znacznie większym stopniu był bezleśny, dużą część jego stoków zajmowały pola uprawne, obecnie już nieuprawiane, trawiaste i zarastające lasem. Na grzbiecie Łoska, przy szlaku turystycznym powyżej osiedla Mierniccy znajdują się dwie ukwiecone kapliczki i krzyż.

## Szlaki turystyczne
Przyborów – Łosek – Studenckie Schronisko Turystyczne „Lasek” – Zapadliska – Koszarawa. Czas przejścia: 1:40 h, ↓ 1:50 h